# Pavel Šebek
Pavel Šebek (* 21. června 1935) byl český a československý politik, po sametové revoluci poslanec Sněmovny lidu Federálního shromáždění za Občanské fórum, později za ODS.

## Biografie
V listopadu 1989 se podílel na vzniku Občanského fóra v Kladně. Reprezentoval Kladno na prvním sněmu OF koncem prosince 1989.
Ve volbách roku 1990 kandidoval za OF do Sněmovny lidu (volební obvod Středočeský kraj). Po rozkladu Občanského fóra přestoupil v roce 1991 do poslaneckého klubu ODS. Ve Federálním shromáždění setrval do voleb roku 1992.